# Mujeres perdidas
Mujeres perdidas es una película en blanco y negro de Argentina dirigida por Rubén W. Cavallotti sobre el guion de Isaac Aisemberg según el cuento Sí, de Dalmiro Sáenz que se estrenó el 13 de agosto de 1964 y que tuvo como protagonistas a Jorge Salcedo,  Gilda Lousek, Enrique Fava y Myriam de Urquijo.

## Sinopsis
En una academia artística que sirve de pantalla a un prostíbulo, un proxeneta de enamora de una de las prostitutas pero ésta se vende a un hombre rico.

## Reparto
- Jorge Salcedo …Emilio Fuentes
- Gilda Lousek …Nélida Rosetti
- Enrique Fava …Inspector Sanabria
- Myriam de Urquijo …Sra. Galli
- Daniel de Alvarado …Bertoni
- Ignacio de Soroa …Dr. Aldao
- Luis E. Corradi …Gustavo Saldívar
- Berta Ortegosa …La Francesa
- Mónica Grey …Sra. Sanabria
- Nelly Cobella …Susana
- Adolfo García Grau …Sr. Bermúdez
- Mabel Landó …Prostituta 1
- Cecilia Falcó …Prostituta 2
- Oscar Pedemonti …Fleixas
- Alberto Barcel …Asesino
- Fernando Siro …Voz que anuncia los créditos

## Comentarios
La Prensa opinó:

”Jorge Salcedo…realizó una labor de gran mérito…la dirección de Rubén Cavallotti es impecable, desde el punto de vista técnico, sobre todo en la primera parte del film…pero carece de imaginación creadora.”

La Nación dijo sobre el filme:

”Una buena película policial construida con un lenguaje muy directo y jerarquizado por un final sorprendente, imprevisible en el que se advierte la mano del cuestista Dalmiro Sáenz.”